# Свічківська сільська рада
Сві́чківська сільська́ ра́да — адміністративно-територіальна одиниця та орган місцевого самоврядування у Драбівському районі Черкаської області. Адміністративний центр — село Свічківка.

## Загальні відомості
- Населення ради: 626 осіб (станом на 2001 рік)

## Населені пункти
Сільській раді підпорядковані населені пункти:
- с. Свічківка
- с. Хомівщина

## Склад ради
Рада складається з 12 депутатів та голови.
- Голова ради: Стадник Ольга Михайлівна
- Секретар ради: Шевченко Наталія Григорівна

### Керівний склад попередніх скликань
| Прізвище, ім'я, по батькові | Основні відомості                                                                       | Дата обрання | Дата звільнення |
| --------------------------- | --------------------------------------------------------------------------------------- | ------------ | --------------- |
| Харенко Петро Васильович    | Сільський голова, 1948 року народження, член Народної партії                            | 26.03.2006   | 31.10.2010      |
| Грищук Сергій Павлович      | Сільський голова, 1965 року народження, освіта вища, член Партії регіонів               | 31.10.2010   | 03.04.2013      |
| Стадник Ольга Михайлівна    | Сільський голова, 1974 року народження, освіта середня спеціальна, член Партії регіонів | 15.12.2013   |                 |

Примітка: таблиця складена за даними сайту Верховної Ради України

### Депутати
За результатами місцевих виборів 2010 року депутатами ради стали:

#### За суб'єктами висування
| Суб'єкт висування | Кількість обраних депутатів | %    |
| ----------------- | --------------------------- | ---- |
| Самовисування     | 8                           | 66,7 |
| Народна партія    | 4                           | 33,3 |

#### За округами
| № округу       | Прізвище, ім'я, по батькові      | Дата визнання обраним | Освіта             | Партійна приналежність | Відомості про обраного депутата                                                         |
| -------------- | -------------------------------- | --------------------- | ------------------ | ---------------------- | --------------------------------------------------------------------------------------- |
| Народна Партія |                                  |                       |                    |                        |                                                                                         |
| 1              | Касаткіна Алла Миколаївна        | 02.11.2010            | середня спеціальна | член Народної партії   | Свічківський НВК І-ІІІ ст., вчитель                                                     |
| 8              | Шевченко Наталія Григорівна      | 02.11.2010            | середня спеціальна | член Народної партії   | Остапівська сільська рада, секретар                                                     |
| 11             | Шершньова Світлана Володимирівна | 02.11.2010            | середня спеціальна | член Народної партії   | Свічківський ФП, зав. ФП                                                                |
| 12             | Павлик Наталія Миколаївна        | 02.11.2010            | середня            | член Народної партії   | Управління праці та соціального захисту населення Драбівської РДА, соціальний працівник |
| Самовисування  |                                  |                       |                    |                        |                                                                                         |
| 2              | Хоменко Володимир Іванович       | 02.11.2010            | середня            | позапартійний          | Свічківський НВК 1-11 ст., завгосп                                                      |
| 3              | Шелемба Василь Йосипович         | 02.11.2010            | середня спеціальна | позапартійний          | Свічківський 3НВК 1, техпрацівник                                                       |
| 4              | Божко Олег Олександрович         | 02.11.2010            | середня спеціальна | позапартійний          | М.Київ ТОВ «МЖК», оператор бетононасосної установки                                     |
| 5              | Шило Оксана Володимирівна        | 02.11.2010            | вища               | позапартійна           | Свічківський НВК 1, вчитель                                                             |
| 6              | Писаренко Андрій Васильович      | 02.11.2010            | середня            | член Партії регіонів   | тимчасово не працює                                                                     |
| 7              | Прасол Микола Миколайович        | 02.11.2010            | середня            | позапартійний          | ТОВ «Баришівська зернова компанія», водій                                               |
| 9              | Мороз Людмила Миколаївна         | 02.11.2010            | середня спеціальна | член Партії регіонів   | Свічківська сільська рада, бухгалтер                                                    |
| 10             | Кормаченко Любов Борисівна       | 02.11.2010            | вища               | позапартійна           | Свічківський НВК І-ІІІ ст., вчитель                                                     |

## Природно-заповідний фонд
На землях сільради розташовано гідрологічний заказник місцевого значення Свічківський.